# Critérium du Dauphiné 2011
Das 63. Critérium du Dauphiné ist ein Rad-Etappenrennen, das vom 5. bis 12. Juni 2011 stattfand. Es wurde in einem Prolog und sieben Etappen über eine Gesamtdistanz von 1064,4 km ausgetragen.

## Etappen

### Übersicht
| Etappe    | Tag      | Start–Ziel                                       | Typ               | km    | Etappensieger               | Führender                 |
| --------- | -------- | ------------------------------------------------ | ----------------- | ----- | --------------------------- | ------------------------- |
| Prolog    | 05. Juni | Saint-Jean-de-Maurienne                          | Einzelzeitfahren  | 05,4  | Lars Boom (RAB)             | Lars Boom (RAB)           |
| 1. Etappe | 06. Juni | Albertville – Saint-Pierre-de-Chartreuse         | Gebirgsetappe     | 144,0 | Jurgen Van Den Broeck (OLO) | Alexander Winokurow (AST) |
| 2. Etappe | 07. Juni | Voiron – Lyon                                    | Bergetappe        | 179,0 | John Degenkolb (THR)        | Alexander Winokurow (AST) |
| 3. Etappe | 08. Juni | Grenoble – Grenoble                              | Einzelzeitfahren  | 042,5 | Tony Martin (THR)           | Bradley Wiggins (SKY)     |
| 4. Etappe | 09. Juni | La Motte-Servolex – Mâcon                        | Bergetappe        | 173,5 | John Degenkolb (THR)        | Bradley Wiggins (SKY)     |
| 5. Etappe | 10. Juni | Parc des Oiseaux - Villars-les-Dombes – Les Gets | Gebirgsetappe     | 210,0 | Christophe Kern (EUC)       | Bradley Wiggins (SKY)     |
| 6. Etappe | 11. Juni | Les Gets – Le Collet d’Allevard                  | Hochgebirgsetappe | 192,5 | Joaquim Rodríguez (KAT)     | Bradley Wiggins (SKY)     |
| 7. Etappe | 12. Juni | Pontcharra – La Toussuire                        | Hochgebirgsetappe | 117,5 | Joaquim Rodríguez (KAT)     | Bradley Wiggins (SKY)     |

## Teilnehmende Teams
Startberechtigt sind die achtzehn ProTeams und vier Professional Continental Teams. 
| UCI ProTeams ALM ag2r La Mondiale BMC BMC Racing Team EUS Euskaltel-Euskadi THR HTC-Highroad KAT Katjuscha LAM Lampre | LIQ Liquigas MOV Movistar Team OLO Omega Pharma-Lotto AST Pro Team Astana QST Quickstep Cycling Team RAB Rabobank | SBS Saxo Bank SunGard SKY Sky ProCycling GRM Team Garmin-Cervélo LEO Team Leopard Trek RSH Team Radioshack VCD Vacansoleil-DCM |
| Professional Continental Teams COF Cofidis, le Crédit en Ligne FDJ FDJ                                                | SAU Saur-Sojasun EUC Team Europcar                                                                                | |